# Vestibulen

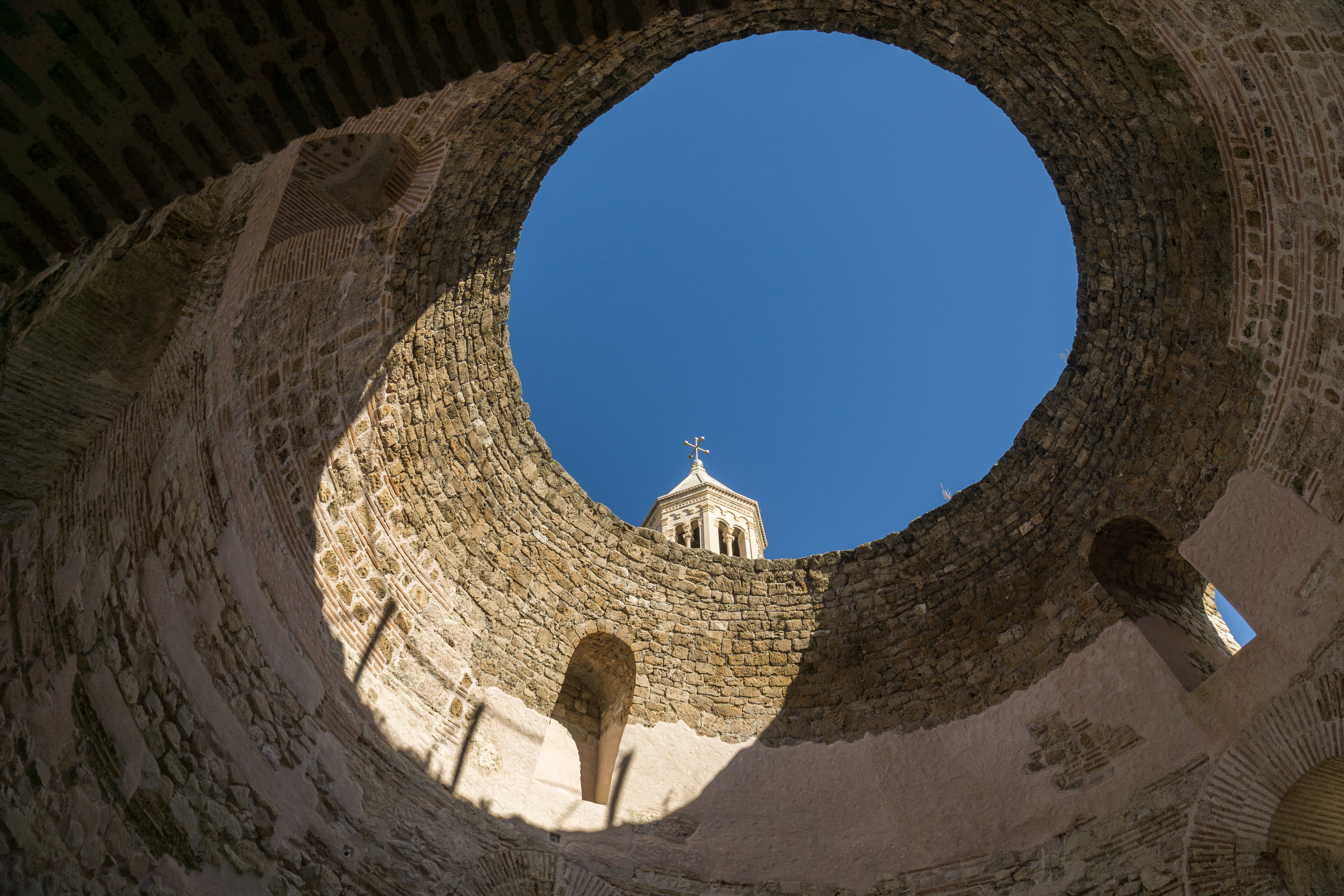
Vestibulens taköppning år 2019.

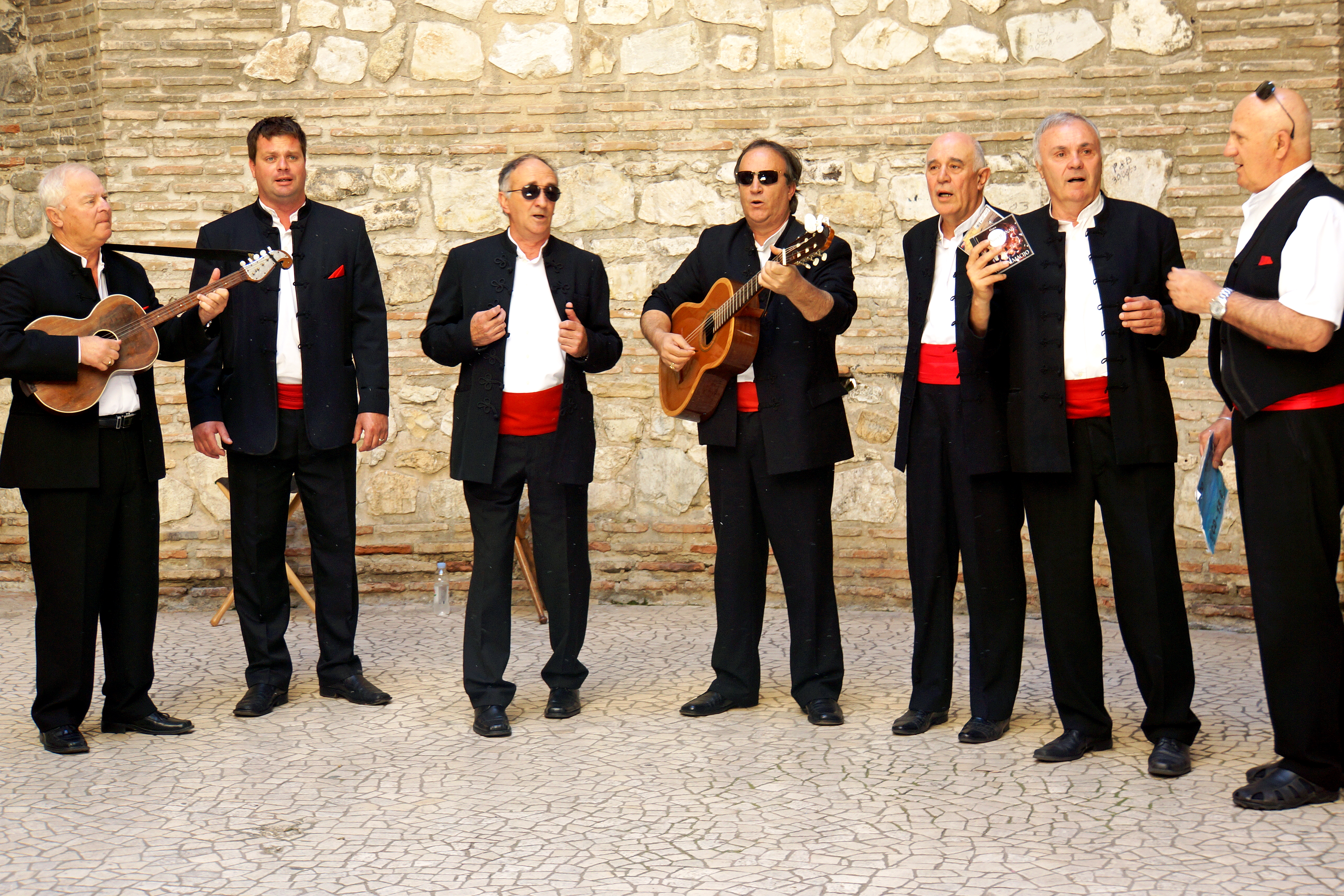
En folksånggrupp i traditionell klädsel som framför klapamusik i Vestibulen år 2013.

Vestibulen (kroatiska: Vestibul) är en del av Diocletianus palats i Split i Kroatien. Den arkitektoniska byggnadsdelen är en vestibul och rotunda som utgjorde den första delen av den kejserliga korridoren som ledde från Peristylen till kejsar Diocletianus privata bostadsyta. Vestibulen är idag en plats för kulturella uttryck och som en del av palatset en av stadens sevärdheter. Under sommarmånaderna drar bland annat olika folksånggrupper nytta av utrymmets goda akustik för att framföra klapamusik.

## Beskrivning och historik
Vestibulen uppfördes på 300-talet som en av Diocletianus-palatsets integrerade byggnadsdelar. Strukturen som är 17 meter hög och 12 meter i diameter har en rektangulär utsida och en cirkulär insida. Vestibulen hade ursprungligen en kupol beklädd med färgglad mosaik som med tiden gått förlorad. På platsen för den forna kupolen finns idag en öppning mot himmelen. Vestibulen brukades ursprungligen som ett stort mötesrum för utvalda målgrupper såsom ambassadörer. Dess invändiga väggar pryddes med mosaik och ingången hade en stor dörr (2,56 x 3,96 meter) med ett överflöd av dekorativa reliefer. I byggnadsdelens fyra halvcirkelformiga nischer stod tidigare statyer av okända romerska gudomar. Långt senare användes Vestibulen som bostadsyta och var en plats där människor höll fjäderfän och mindre odlingar. Idag är strukturen en kulturscen och en av Gamla stans passager.   